# Mantispa chlorotica
Mantispa chlorotica är en insektsart som först beskrevs av Navás 1912.  Mantispa chlorotica ingår i släktet Mantispa och familjen fångsländor. Inga underarter finns listade i Catalogue of Life.